# جاي ليلاند بنديكت (ضابط)
جاي ليلاند بنديكت (بالإنجليزية: Jay Leland Benedict)‏ هو لواء بالجيش الأمريكي ومشرف بالأكاديمية العسكرية الأمريكية من عام 1938 إلى عام 1940.وُلد جاي في 14 أبريل من عام 1882، وتُوفي في 16 سبتمبر 1953.

## حياته المهنية

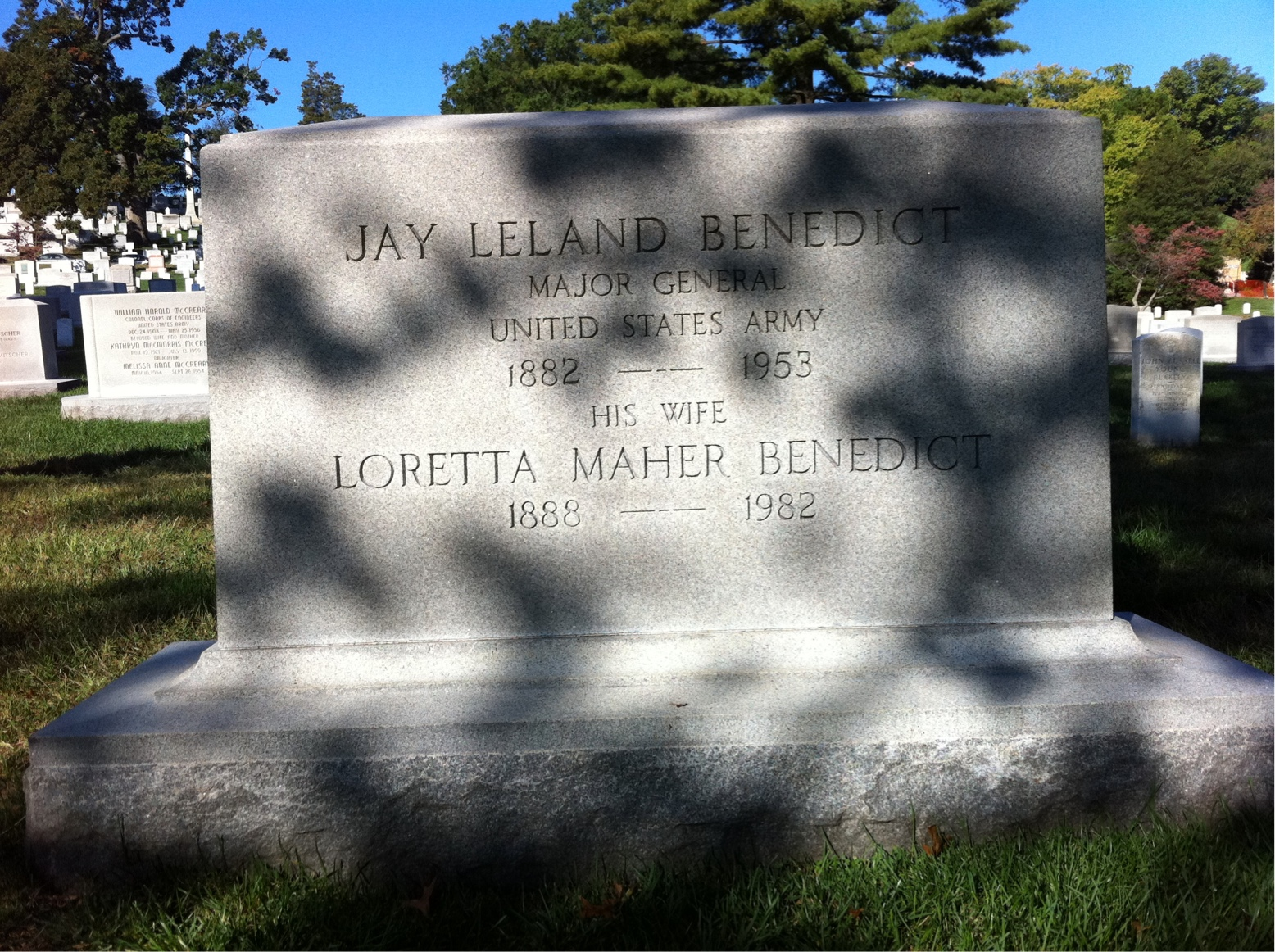
قبر جاي ليلاند بنديكت السادس عشر في مقبرة أرلينغتون الوطنية

تلقى بينيديكت تعيينًا في الأكاديمية الأمريكية العسكرية كعضو في الفصل الدراسي لعام 1904. تم تكليفه كضابط مدفعية ميدانية وخدم في العديد من المناصب بعد تخرجه من كلية الحرب العسكرية في عام 1926. وبعد عمله كمسؤول تنفيذي في فوج المشاة السادس عشر بجيش الولايات المتحدة في حصن جاي بنيويورك، قاد فوج المشاة الثاني عشر في حصن هوارد بماريلند في عام 1936. وخدم في هيئة أركان الحرب في الحرب العالمية الثانية. شملت المناصب التي شغلها: اللواء والمشرف العام للجيش من عام 1938إلى عام 1940، وملازم ثان في وكالة الخدمة السرية عام1942، وجائزة فيلق الاستحقاق نظير خدمته بين عامي1942 وعام 1946.

## حياته الشخصية
وُلد بينديكت في هاستينغس بولاية نبراسكا، وتزوج في عام 1907 من جينيفيف أرديل غولدشتاين، وفي عام 1924 من لوريتا كاثرين ماهر. توفي في مقاطعة أرلينغتون بولاية فرجينيا عن عمر يناهز 71 عامًا، ودُفِن في القسم 2، بالموقع رقم 4961-A، بمقبرة أرلينغتون الوطنية.

## روابط خارجية
- Army Offices 1939-1945